# Lankesteria synoici
Lankesteria synoici is een soort in de taxonomische indeling van de Myzozoa, een stam van microscopische parasitaire dieren. Het organisme komt uit het geslacht Lankesteria en behoort tot de familie Lecudinidae. Lankesteria synoici werd in 1981 ontdekt door Levine.